# Solrinnes
 Solrinnes là một xã ở tỉnh Nord ở miền bắc nước Pháp. Xã này có diện tích 5,42 km², dân số năm 1999 là 96 người. Xã nằm ở khu vực có độ cao trung bình 200 mét trên mực nước biển.